# De parel in de lotusbloem
De parel in de lotusbloem is het honderdtachtigste stripverhaal uit de reeks van Suske en Wiske. Het is geschreven  en getekend door Paul Geerts. Het was een speciale hommage aan Willy Vandersteen.
Het is een van de weinige Suske en Wiske-verhalen die niet zijn voorgepubliceerd. De eerste albumuitgave was in januari 1987.

## Locaties
- Tibetaans Centrum in Grote Hondstraat, Nepal, Kathmandu, Delhi, hotel Shangrila, Swayambunath, Kathmandu-vallei, Karidunga, Kalinchok, toren van Hamoenan

## Personages
- Suske, Wiske, tante Sidonia, Lambik, Jerom, professor Barabas, Mieke Seventig, punkers, oude man, dokter, lama, agent, Walter Christiaens (van KLM), stewardess, taxi-chauffeur, portier, receptionist, riksja-bestuurder, Nima en zijn broertje Dawa, Toky (aapje van Nima), boeddhistische monnik, hindoeïstische pelgrims, slaven, volgelingen van Hanuman, Hanuman (reus), de veertiende dalai lama, Ron Wunderink (van KLM), Willy Vandersteen

## Het verhaal
De zon komt op boven de stoepa van de Swayambunath, een heiligdom op een heuvel in de Kathmandu-vallei in Nepal. Een boeddhistische monnik schenkt bloemen aan de gekroonde boeddha en laat de gebedsmolen draaien. Hij zegt een gebed, Om mani padme hum, op en dit gaat rond over de aarde. Suske en Wiske zijn intussen op weg naar Mieke Seventig, om haar te helpen met huishoudelijke klusjes. Ze zien hoe een oude man wordt lastiggevallen door punkers. Ze helpen de man en dan komen Lambik en Jerom ook aangelopen en beginnen het gevecht te filmen. Suske en Wiske zijn teleurgesteld in hun vrienden, omdat die niet hebben geholpen. Ze lopen verder. 
Tante Sidonia raakt van slag door alle nieuwsberichten over het geweld in de wereld. Ze raakt zelfs in een zware depressie. Lambik en Jerom vinden haar bewusteloos op de drempel van haar huis. Zelfs als Lambik haar ten huwelijk vraagt, komt zij niet bij. Als Suske en Wiske klaar zijn bij Mieke, lopen ze terug naar huis. Dan hoort Wiske het gebed van de monnik. Suske hoort daarentegen niets.
Suske en Wiske zien dat de dokter bij hun huis is. Ze horen dat tante Sidonia een angstpsychose heeft waar ze aan kan sterven. Lambik is vergeten de dokter te betalen en Wiske wordt naar de dokter gestuurd. Onderweg hoort Wiske opnieuw het gebed en in de Grote Hondstraat ziet ze het Tibetaans Centrum waar opnieuw het gebed te horen is. Wiske gaat naar binnen en een lama legt haar uit dat de zin die zij alleen steeds hoort “De parel in de Lotusbloem” betekent. De lama zegt tegen Wiske dat ze een zuiver hart heeft en de parel in de Lotusbloem is, de uitverkorene. Wiske moet tante Sidonia het mooiste wat er op aarde te vinden is schenken, dan zal Sidonia genezen. Op weg naar huis krijgt Wiske een visioen. Ze vertelt Suske dat ze zichzelf in een reusachtige bloem zag, die uit de zee oprees, met een witte zijden sjaal in haar hand. Suske hoort dat Wiske op zoek moet gaan op de plek waar het gebed de wereld is ingestuurd. De kinderen bellen professor Barabas om hulp te vragen. Hij zegt dat ze hiervoor naar Nepal moeten gaan.
Lambik geeft eerst geen toestemming, maar na enkele dagen mogen de kinderen toch naar Nepal afreizen. Professor Barabas weet dat daar de oudste stoepa ter wereld staat en Jerom geeft Schanulleke nog mee aan Wiske als ze in het vliegtuig stapt met Suske. De kinderen komen aan in hotel Shangrila en gaan naar de markt om het mooiste geschenk voor tante Sidonia te zoeken. Ze zien een handgeknoopt tapijt, maar als de verkoper vertelt dat er kinderarbeid aan te pas is gekomen lopen ze door. Ze nemen een riksja en gaan richting Swayambunath, waar ze getuige zijn van een lijkverbranding vlak bij de rivier Bagmati. Een man probeert Wiske een kukri − het nationaal wapen van de Gorkha-soldaten − te verkopen, maar als hij vertelt dat er vele doden zijn gevallen door het gebruik van dit wapen lopen de kinderen door. In de Katmandoe-vallei komen de kinderen bij het heiligdom. Als Wiske een aapje ziet dat kan tekenen, wil ze dit diertje kopen. Nima vertelt dat het zijn enige bron van inkomen is en het daarom niet wil verkopen, waarop Wiske boos reageert. Nima vertelt dat zijn familie is ontvoerd door de reus Hamoenan in de bergen voorbij Kalinchok. Hij kon met zijn broertje vluchten, waarna ze alleen op de wereld zijn.
Wiske legt uit waarom ze het aapje wil hebben en Nima stemt toe als Wiske ervoor zorgt dat zijn ouders en broertjes en zusjes terugkomen. Ook wil Nima Schanulleke hebben en Wiske stemt verdrietig toe. Suske en Wiske gebruiken hun zendertjes en vragen professor Barabas om hulp. Lambik en Jerom vertrekken naar Nepal. Suske en Wiske kopen een kampeeruitrusting en halen hun vrienden op bij de luchthaven van Katmandoe. Wiske verkleedt zich en stoot haar teen als ze wil dansen. Lambik draagt haar en dan wordt ze aangezien voor de maagd-godin Kanya Kumari. Als Lambik Wiske laat vallen, ziet de plaatselijke bevolking in dat het bedrog is. De vrienden reizen met de auto verder naar Karidunga in de bergen. Daar gaat de tocht te voet verder. Het aapje wil de vrienden waarschuwen voor een kapotte hangbrug, maar wordt genegeerd en weggeduwd door Lambik. De brug stort in, maar Jerom kan met Lambik en de bagage uit het ravijn komen.
De vrienden willen overnachten bij een hutje in de bergen en krijgen soep van de bewoner. Het aapje gooit het bord soep uit de handen van Lambik  Dan blijkt de soep gaten te vreten in de stenen. Toky heeft dus het leven van Lambik gered. De eigenaar van de hut kan ontsnappen en de volgende dag zien de vrienden hindoeïstische pelgrims die op weg zijn naar Kalinchok om dieren te offeren aan de godin Kali. De pelgrims offeren de dieren en vluchten weg als Lambik begint te spreken over Hamoenan. De vrienden trekken verder en merken niet dat ze worden achtervolgd door mannen die rijden op jaks. Suske valt van de richel als hij wordt geraakt door een steen. Hij komt in een hol van de achtervolgers terecht. Toky komt ook in het hol terecht en waarschuwt zijn vrienden meteen dat Suske nog leeft. Jerom kan Suske redden uit het hol van de volgelingen van Hamoenan voordat hij omkomt in de vlammen. Later vinden de vrienden de slaven van Hamoenan. De vrienden verslaan de bewakers en horen dat de slaven werken aan de toren met op de top een kristal bezet met diamanten.
De vrienden sturen de slaven weg en gaan de toren binnen. Hamoenan vertelt dat hij een grotere toren dan Boeddha wil en wil leven zonder regels. Als Hamoenan de vrienden aan wil vallen, verschijnt er een regenboog-cirkel die bescherming biedt tegen de aanval. Suske en Wiske zagen deze cirkel ook al tijdens hun vlucht naar Nepal. Toen verscheen deze rond de schaduw van hun vliegtuig. Hamoenan krijgt enorme pijn en de tempel stort in. Suske is op de kapotte toren geklommen om het kristal te pakken en valt met het ding naar beneden. Jerom kan Suske opvangen en de kristallen lotusbloem is nog heel. 
Hamoenan heeft door dat hij is verslagen door vriendschap en trekt met zijn volgelingen de bergen in, de slaven zijn weer vrij. Nima ruilt Schanulleke tegen Toky en de vrienden worden naar de dalai lama gebracht. Maar Lambik struikelt daar over een tapijt en de lotusbloem valt stuk. De Dalaï Lama hoort van de huilende Wiske waarom het kristal zo belangrijk voor haar was en legt uit dat ze al het mooiste geschenk ter wereld heeft gegeven. De vrienden hebben mensen bevrijd uit slavernij en hen vriendschap gegeven. De Dalaï Lama laat twee witte zijden sjaals los en de wind neemt deze mee, hij legt uit dat degene die de sjaal draagt nooit zal sterven. 
De vrienden gaan naar het K.L.M.-kantoor in Katmandoe en bellen met Ron Wunderink. Ze worden doorverbonden met tante Sidonia, die hen vertelt dat ze genezen is nadat er een prachtige witte sjaal het huis in vloog. Willy Vandersteen blijkt de tweede sjaal ontvangen te hebben.

## Achtergronden bij de uitgaven
- Dit album is ook in het Engels uitgegeven in de Willy & Wanda-reeks (The Jewel in the Lotus), in het Tibetaans (Padma i-na.n-gi-mu-tig), in het Frans (La perle du lotus) en in het Duits (Die perle in der lotusblute).
- Op pagina 34 waarschuwt aap Toby het gezelschap dat de touwen van de hangbrug half zijn doorgesneden. Dit doet hij door de gevaarlijke situatie op papier te tekenen. Hij heeft het papier echter al in zijn handen, nog voordat hij van de situatie op de hoogte is.